# Баргаш ібн Саїд
Баргаш ібн Саїд (*برغش بن سعيد البوسعيد; 1837 — 26 березня 1888) — 2-й султан Занзібару в 1870—1888 роках.

## Життєпис
Походив з династії Бусаїдів. Син Саїда ібн Султана, володаря Маскату і Занзібару. Народився 1837 року на Занзібарі. 1856 року після смерті батька його брати Маджид і Тувайні вступили в боротьбу за владу. 1859 року Баргаш та його зведена сестра Салме спробували вчинити заколот проти Маджида, але невдало. Їх було заслано до Бомбею. Повернувся до Занзібару лише 1861 року.
1870 року після смерті султана Маджида став володарем Занзібарського султанату. Відчував суперництво з боку інших братів. Тому запроторив найвірогіднішого претендента на трон — брата Халіфу — до в'язниці. Лише 1872 року султан звільнив останнього.
Він відіграв ключову роль у благоустрої Кам'яного міста в місті Занзібар, сприяв модернізації інфраструктури держави, насамперед будівництву доріг і парків, лікарень, прокладанню водогону та організації громадських лазень, зокрема перських лазень Хаммамні. Водночас Баргаш в релігійній політиці був запеклим прихильником ібадизму, переслідуючи представником інших течій.
1871 року під тиском Великої Британії заборонив работоргівлю в своїх володіннях, але фактично вона тривала й надалі. Невдовзі встановив більш міцну владу над містом Могадішо. 1873 року за підтримки британців придушив заколот валі (намісника) Момбаси, де також закрив ринок рабів. Згодом султан, маневруючи між Францією та Великою Британією, позбувся тиску останньої. Від першої 1875 року отримав великий хрест Ордена Почесного легіону. Того ж року отримав від Пруссії та Португалії Орден Червоного орла й Орден Вежі й Меча відповідно.
З 1876 року було встановлено контроль над торгівлею рабами і слоновою кісткою в районах озер Танганьїка та Ньяса. Через работоргівця Тіппу Тиба султан встановив торгівельні стосунки з Касонго Каломбо, мулохве Луби, якому продавав вогнепальну зброю, натомість отримував рабів, корисні копалини.
З 1880-х років становище султанату погіршилося через загострення серед європейських країн «гонитви за Африкою». У 1884 році німецький колонізатор Карл Петерс уклав з 12 вождями народів банту угоди, що встановлювали протекторат Німецької імперії. Ці землі розташовувалися поряд з Дар ес-Саламом й вважалися залежними від Занзібару. У лютому 1885 року ці частково незаконні придбання були ратифіковані урядом Німеччини. Навесні 1885 року султан Баргаш спробував зупинити Ахмада ібн Фумо Бакарі, султана Віту, але військовий флот Німеччини завадив йому зробити це. 1886 року під тиском британців оголосив про звільнення усіх рабів на о.Занзібар.
Побоюючись посилення позицій Німеччини в Африці, в конфлікт втрутилася Велика Британія, що домоглася деяких поступок з німецького боку. За договором про розподіл сфер впливу від 29 жовтня 1886 року обидві держави визнали право Занзібару на невелику 10-мильну смугу вздовж узбережжя від Португальського Мозамбіку до річки Тани і низку портових міст на узбережжі Сомалі. Разом з цим втручання бельгійського короля Леопольда II в справи Луби та колись підвладних їй племен перервали торгівлю Занзібару з цими областями.
Помер султан Баргаш ібн Саїд 1888 року. Йому спадкував брат Халіфа ібн Саїд.